# گورستان تنگ دوکی
قبرستان تنگ دوکی مربوط به سده‌های میانه دوران‌های تاریخی پس از اسلام تا دوره دوره معاصر است و در شهرستان کنارک، بخش زرآباد، دهستان غربی، ۴۰ کیلومتری غرب جهلو، ۲ کیلومتری شمال غرب روستای تنگ دوکی واقع شده و این اثر در تاریخ ۲۶ اسفند ۱۳۸۷ با شمارهٔ ثبت ۲۵۸۵۵ به‌عنوان یکی از آثار ملی ایران به ثبت رسیده است.